# Natja Brunckhorst
Natja Brunckhorst (ur. 26 września 1966 w Berlinie) – niemiecka aktorka, najlepiej znana z roli Christiane F. w filmie My, dzieci z dworca Zoo.

## Życiorys
Zaczęła karierę w wieku 15 lat główną rolą w filmie My, dzieci z dworca Zoo (1981). Po niespodziewanym sukcesie tego filmu wyjechała do Anglii. Później, po krótkim pobycie w Paryżu, wróciła do Niemiec w 1987 r. i studiowała w szkole aktorskiej/teatralnej w Bochum. Później pracowała dla filmu i telewizji, m.in. role takie jak w filmie Księżniczka i wojownik i w niemieckich serialach telewizyjnych, np. Dr. Sommerfeld – Neues vom Bülowbogen.
W 2001 r. zdobyła nagrodę Der Deutscher Drehbuchpreis (German Screenplay Award) za scenariusz do filmu pt. Jak ogień i płomienie (Wie Feuer und Flamme) (2001).
W 2002 r. wyreżyserowała film pt. La mer.
Ma jedną córkę, Emmę (ur. 1991) ze związku (1988 do 1993) z niemieckim aktorem Dominikiem Raacke. Obecnie mieszka w Monachium w Niemczech.

## Filmografia

### jako aktorka
| Rok  | Film                                                  | Rola          | Inne informacje |
| ---- | ----------------------------------------------------- | ------------- | --------------- |
| 1981 | My, dzieci z dworca Zoo                               | Christiane F. |                 |
| 1982 | Querelle                                              | Paulette      |                 |
| 1987 | Dzieci z kamienia (Kinder aus Stein)                  | Carola        | serial TV       |
| 1989 | Tiger, Löwe, Panther                                  | Pat           |                 |
| 1992 | Babylon – Im Bett mit dem Teufel                      | Maria         |                 |
| 1995 | Das verletzte Lächeln                                 | Uschi         |                 |
| 2000 | Księżniczka i wojownik (Der Krieger und die Kaiserin) | Meike         |                 |

### jako scenarzysta, reżyser
| Rok  | Film                                         | Rola                   | Inne informacje |
| ---- | -------------------------------------------- | ---------------------- | --------------- |
| 2001 | Jak ogień i płomienie (Wie Feuer und Flamme) | scenariusz             |                 |
| 2002 | La Mer                                       | scenariusz i reżyseria |                 |